# Bali (rey mitológico)

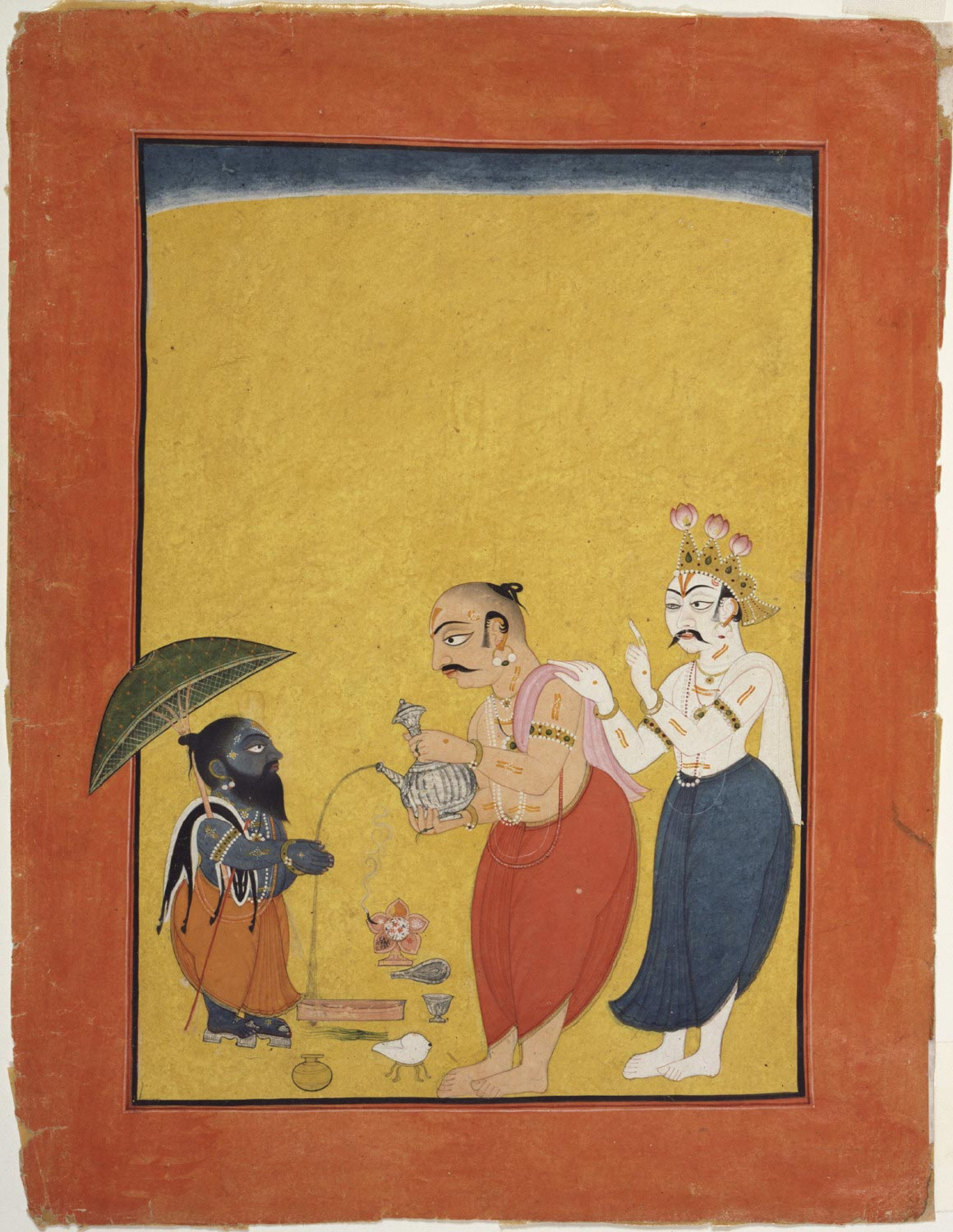
A pesar del aviso de su maestro Sukracharia, Bali le promete (mediante una libación) darle tres pasos al enano avatar Vámana.

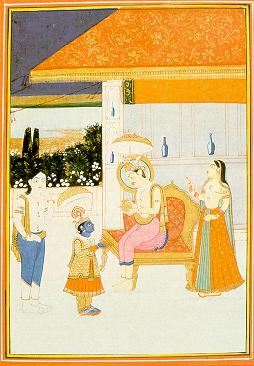
El avatara enano Vámana le pide tres pasos de tierra a Bali Majarash.

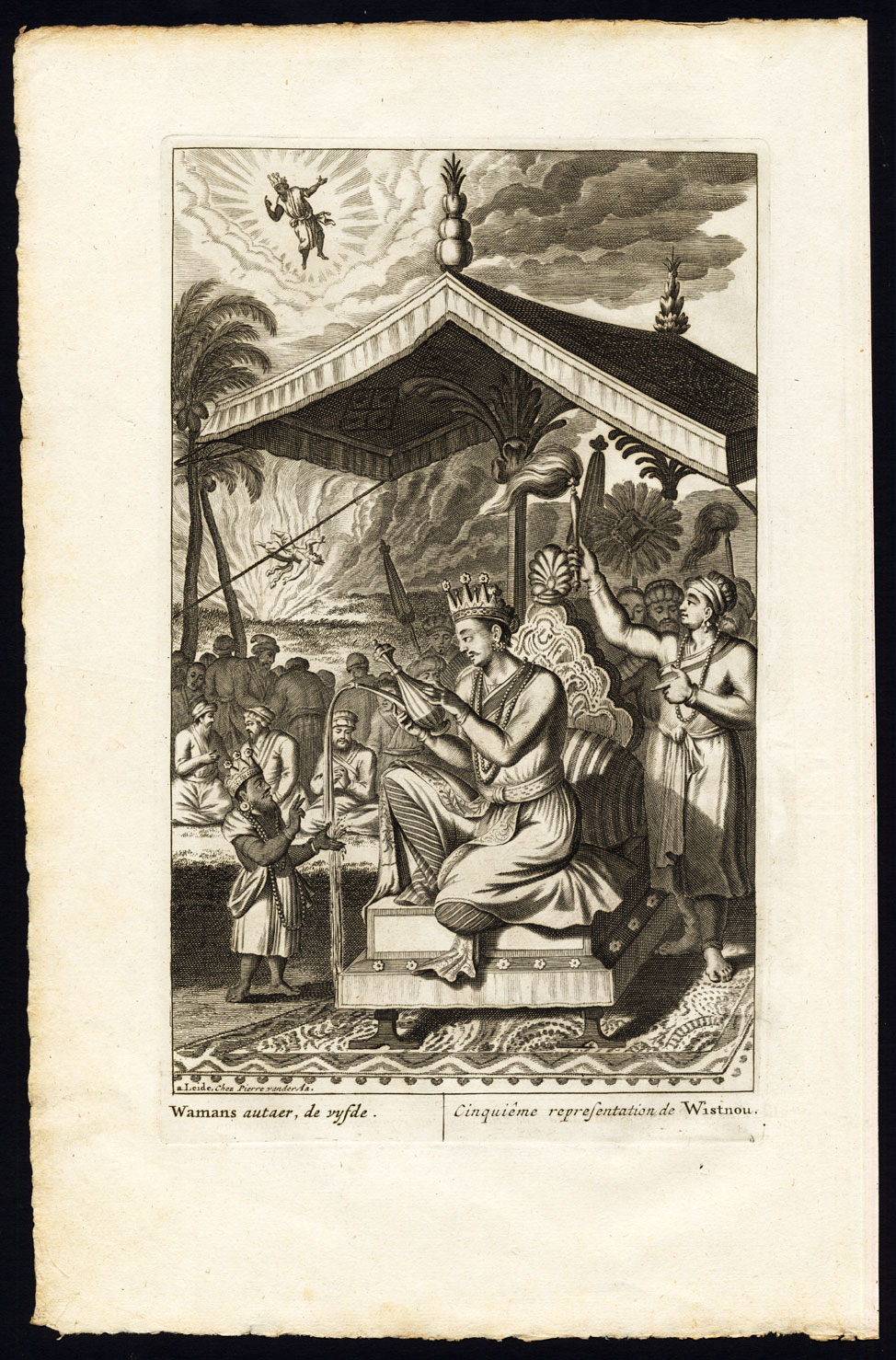
Vámana le pide tres pasos a Bali.

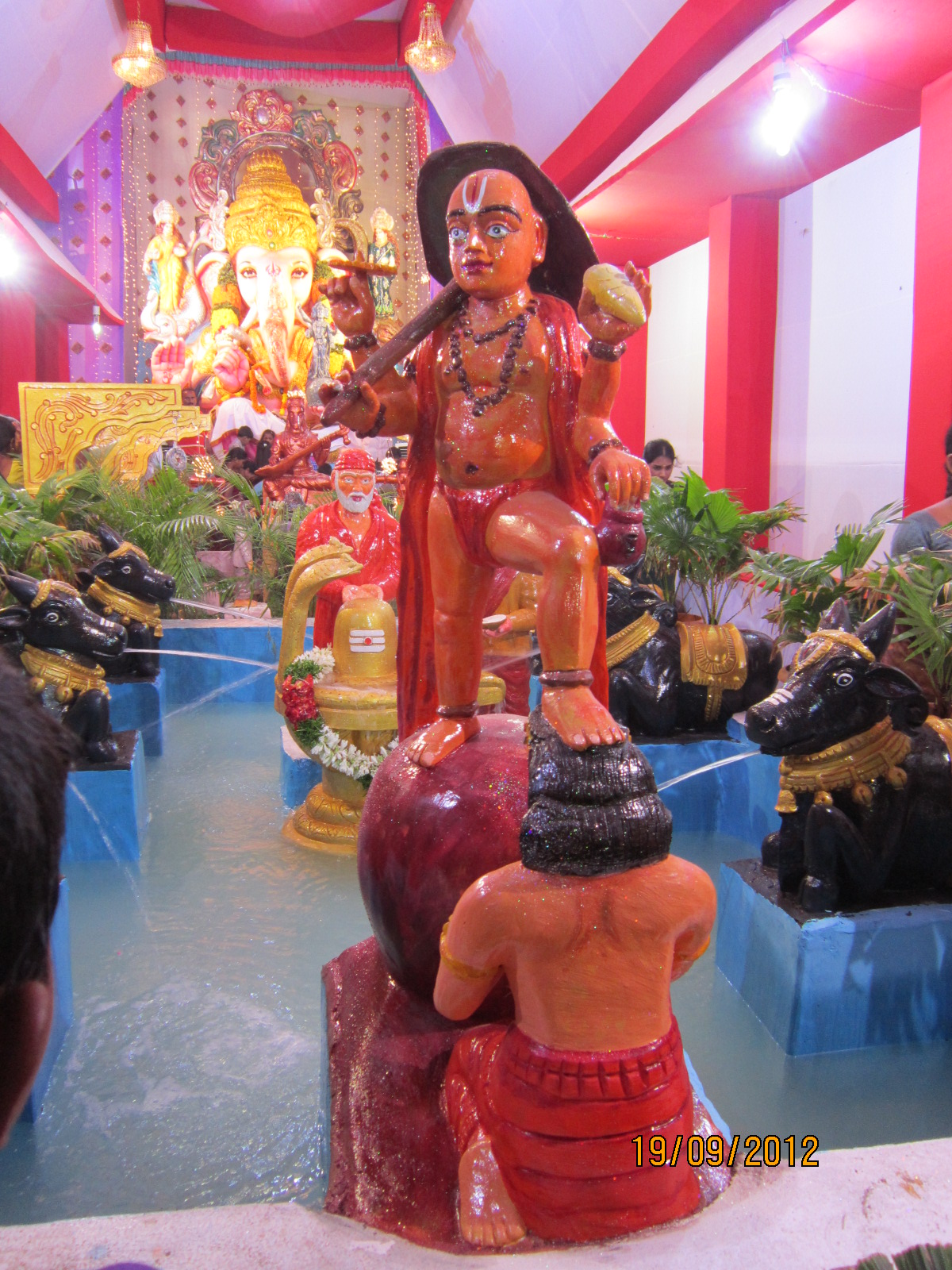
Vámana aplasta la cabeza de Bali.

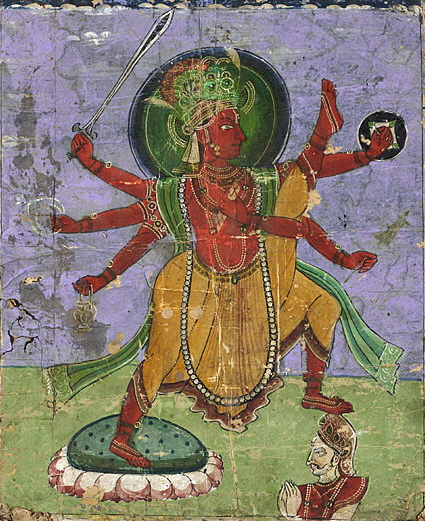
Vámana aplasta a Bali y lo envía al inframundo.

Bali es un rey mitológico de la India.
- balī, en AITS (alfabeto internacional para la transliteración sánscrita).
- बली en letra devanagari del sánscrito.
- മഹാബലി en idioma malaialam.
- Etimología: en sánscrito significa ‘ofrenda’ (porque justamente representa a un rey que lo entrega todo a Dios).

Pertenecía a la familia de los asuras (‘demonios’, según el hinduismo).
Era nieto del rey Prajlada, gran devoto de Visnú.

## Mito
Este rey ―llamado originalmente Indrasena― provenía de la línea familiar de Diti, una diosa madre que aparece ya en el Rig-veda (el texto más antiguo de la India, de mediados del II milenio a. C.).
Su padre era el asura Viróchana (hijo de Prajlada) y su madre Devamba.
Su hermana se llamaba Manthará (o Dirgha Yijuá).
Creció bajo la tutela de su abuelo Prajlada, quien le instiló el sentido del deber y el bhakti (devoción a Visnú).
Siguiendo a su abuelo, Bali se convirtió en rey de los daitias (‘demonios’, descendientes de Diti).
Hubo gran prosperidad durante su reinado.
Expandió sus territorios hasta usurpar Swarga (el Cielo).
Los exiliados devás (dioses) se quejaron entonces con su protector Visnú.
Bali, por consejo de su gurú, Sukra Acharia, decidió realizar un ashuá medhá iagñá (un sacrificio de caballo que servía para demostrar la supremacía de un emperador sobre todos los demás reyezuelos).

### Visnú engaña a Bali
Durante el iagña, Vishnú se presentó como el brahmán Vámana (‘enano’) y le pidió limosna (como es la costumbre de los sacerdotes durante un sacrificio de fuego).
Pidió solamente un área de terreno equivalente a tres pasos.
Bali, que había hecho un voto de no negarle nada a nadie, rápidamente ordenó que se cumpliera el deseo del enano (ignorando incluso las órdenes de su gurú).
Vámana entonces estiró su pierna y dio el primer paso, que atravesó toda la Tierra. Luego con el segundo paso atravesó todo el Cielo.
Entonces Bali ofreció su cabeza al pie de Vámana.
Su cabeza fue aplastada y él fue arrastrado al Patala (infierno hinduista).
Sin embargo, impresionado por la devoción altruista de Bali, Vishnú le otorgó el permiso para visitar a sus súbditos una vez al año.

## Percepción en la India
Los hinduistas creen que fue un genuino devoto de Dios.
Sukadeva comparó al santo cantor Narasinja Metha con Bali.
Debido a que Bali había sido devoto de Visnú, su hijo Bana no fue asesinado por el dios Krisná.
En el Ioga-vasistha, el dios Rama pregunta acerca del rey Bali, y su gurú Vashista le cuenta que Bali fue un gran rey que fue siempre protegido por Visnú.

## Asuras contra devás
En los días del Rig-veda (fines del II milenio a. C.) había dos grupos de arios: los indoarios que creían que la madre de los dioses era Áditi, y los iranoarios (dasiu: demonios) que creían que Diti (la gemela de Áditi) lo era.
Bali era descendiente de esta segunda línea.
El escritor D. R. Bhandarkar escribe que el término rakshasa (demonio) podría ser equivalente a parsu (persas).
Agrega que este término se usa junto con asura (‘no sura’, o sea demonio) en el Parshvadi-gana del gramático Pánini.
Otros escritores creen que el famoso demonio Jirania Kashipu (‘oro-colchón’ [sexo]) en realidad representa las luchas entre iranios e indios.
El escritor Askhoy Mazumdar dice que la rama daitia de los arios, podrían haber reinado en el noroeste de la India.
Sostiene que esta etnia aria podría haber sido la que colonizó el este y el sudeste de India.